# Ašot III. Armenski
Ašot III. (armensko Աշոտ Գ, latinizirano: Ašot G.), armenski kralj, ki je od leta 952/953 do 977 vladal srednjeveškemu kraljestvu Bagratidska Armenija, * ni znano, † 3. januar/20. maj 977. 
Znan je kot Ašot III. Usmiljeni. Tuji vladarji so ga priznali za šahinšaha (kralja kraljev) Velike Armenije. Sedež svoje oblasti je prenesel iz Karsa v Ani in nadziral njegov razvoj ter razvoj kraljestva kot celote. Med njegovo vladavino in vladavinama njegovih sinov in naslednikov Smbata II. (977–789) in Gagika I. (990–1020) je Armenija dosegla vrhunec svoje zlate dobe.

## Vladanje
V prvem letu svojega vladanja je Ašot poskušal z vojsko osvoboditi Dvin izpod muslimanske oblasti, vendar mu to ni uspelo. Kljub temu neuspehu je začel centralizirati oblast v kraljestvu in v zameno za njeno podporo podpiral Armensko apostolsko cerkev. Med njegovo vladavino je katolikos Anani I. Mokaci svoj patriarhalni sedež preselil v Argino v bližini Anija. 
Leta 961 je bil Ani razglašen za prestolnico kraljestva, Ašot pa si je zadal nalogo, da mesto obogati in razširi. Okoli mesta je zgradil novo obzidje, ki je kasneje dobilo ime po njem, ter sponzoriral gradnjo samostanov, bolnišnic, šol in ubožnic. Njegova soproga, kraljica Kosrovanujš, je sponzorirala gradnjo cerkva v Sanahinu in Hagpatu.
V vojni med bizantinskim cesarjem Ivanom I. Cimiskom in Arabci si je Armenija po svojih najboljših močeh prizadevala ostati nevtralna in prisiliti obe sprti strani, da spoštujeta meje njene države. Bizantinska vojska je kljub temu vdrla čez Muško ravnino, da bi Arabcem v  Armeniji zadala odločilni udarec, ko je naletela na 30.000-glavo vojsko Ašota III. pa je spremenila načrt in se umaknila iz Armenije. Ašot III. je zato Cimisku priskrbel 10.000 vojakov, ki so se pridružili njegovi vojski na pohodu v Mezopotamijo.
Natančen datum Ašotove smrti ni znan. Zgodovinarji menijo, da je bil pokopan bodisi v Aniju bodisi v bližnjem samostanskem kompleksu Horomos.

### Podkraljestva
Med vladavino Ašota III. so se začela po vsej po vsej Bagratidski Armeniji ustanavljati podkraljestva. Proces se je nadaljeval tudi pod njegovimi nasledniki. Začel se je se je z imenovanjem Ašotovega brata Mušega I. za vladarja v Karsu in dovoljenjem, da uporablja naziv kralj. Upravno okrožje Dzoraget blizu jezera Sevan je bilo leta 966 dodeljeno Ašotovemu sinu Gurgenu, predniku linije Kjurikidov, ki je kasneje privzel naziv kralja. Ustanavljanje podkraljestev je koristilo Armeniji, dokler je bil  kralj v Aniju dovolj močan, da je ohranjal svojo hegemonijo nad drugimi kralji. Ko temu ni bilo več tako, so kralji, pa tudi njihovi škofje, ki so zahtevali položaj katolikosa in oblikovali lastne doktrine, začeli preizkušati meje svoje avtonomije.